# چرخه پمپ حرارتی و خنک‌ساز

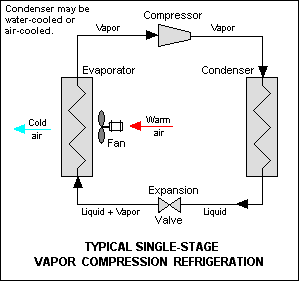
خنک‌سازی و فشرده سازیی بخار

چرخه ترمودینامیکی پمپ حرارتی یا خنک ساز(به انگلیسی: Thermodynamic heat pump cycles or refrigeration cycles) یک مدل (ریاضی) برای بیان چگونگی کارکرد پمپ‌های حرارتی و یخچالها است.
پمپ حرارتی ابزار یا دستگاهی است که با دریافت کار، گرما را از منبعی با درجه دمای پایین  گرفته و به منبعی با درجه حرارت بالا منتقل می‌کند.بنابراین پمپ حرارتی مانند بخاری عمل می‌کند.
و در سامانه خنک ساز که گرما را از قسمت سرد به قسمت گرم می‌رود.